# Хотинські вісті
«Хотинські вісті» — щотижнева газета, що видається в місті Хотин Чернівецької області України. Заснована в 1940 році, вона є одним із основних джерел місцевих новин, висвітлюючи події в сферах політики, культури, спорту та соціального життя громади. Газета має тираж 4500 примірників і доступна як у друкованому вигляді, так і в онлайн-форматі через офіційний вебсайт та соціальні мережі.

## Історія
Газета була заснована в 1940 році під назвою «Радянське життя», що відповідало ідеологічним реаліям того часу. У 1965 році видання перейменували на «Червона зірка», а в 1997 році, після здобуття Україною незалежності, газета отримала сучасну назву «Хотинські вісті». Реєстрація під новою назвою відбулася 31 січня 1997 року, що символізувало перехід до пострадянського формату, орієнтованого на локальну громаду.
Важливою подією в історії газети стало підписання угоди про розподіл виробничих відносин та гарантії незалежності редакційної політики 20 лютого 2007 року. Документ підписали від імені редакційного колективу головний редактор Василь Бурлака та голова профспілкового комітету Сергій Доманчук, а від засновників — голова районної ради Григорій Тимчук і перший заступник голови районної державної адміністрації Сергій Скрипник. Ця угода стала кроком до забезпечення автономії видання від впливу місцевої влади.

## Сучасність
Станом на 2025 рік «Хотинські вісті» продовжують виходити щотижня. Газета має юридичну та фактичну адресу: вул. Незалежності, 44-Г, м. Хотин, Чернівецька область, 60000. Тираж становить 4500 примірників, а онлайн-версія доступна на сайті hotvisti.com.ua. Видання активно представлене в соціальних мережах, зокрема на сторінці у Facebook, де має понад 13 тисяч підписників.
Головним редактором наразі є Тетяна Коваль, яка змінила на цій посаді Василя Бурлаку після його відставки в 2010 році та смерті в 2011 році.

## Люди
- Василь Бурлака (1948–2011) — головний редактор газети з кінця 1990-х до 2010 року. Заслужений журналіст України, закінчив факультет журналістики Київського національного університету імені Тараса Шевченка. Очолював газету в період підписання угоди про незалежність редакційної політики.
- Тетяна Коваль — сучасний головний редактор, яка продовжує розвивати видання в умовах цифровізації медіа.

## Роль у мас-медіа Хотина
«Хотинські вісті» відіграють ключову роль у висвітленні місцевих новин Хотинського району. Газета адаптувалася до змін у політичному та технологічному середовищі, зберігши свою актуальність завдяки переходу до онлайн-формату. Угода 2007 року підкреслює її прагнення до редакційної незалежності, що є важливим для місцевих медіа в Україні.